# Militia Dei

Kruis van de Tempelorde

Militia Dei (Latijn voor Soldaten van God) was een pauselijke bul, uitgevaardigd door paus Eugenius III op 7 april 1145, die de onafhankelijkheid van de Tempelorde van de kerkelijke hiërarchie bevestigde door aan de orde de rechten te geven om eigen kerken op te richten, vrijwaring gaf van betalingen van tienden, rechten gaf op heffing begrafenisrechten en om hun doden te begraven op hun eigen begraafplaatsen. Ook werd het de ridders toegestaan op hun witte kleding een rood kruis te dragen als herkenning van de orde. Voor de clerus van de Tempelorde werden geen speciale uitzonderingen gemaakt, hoewel ook op hun habijt het rode kruis teruggevonden kon worden.
Samen met de bullen Omne Datum Optimum (1139) en Milites Templi vormde Militia Dei de basis voor de toekomstige rijkdom en succes van de Orde. 